# Орлов, Антон Николаевич
Орлов Антон Николаевич (род. 30 июля 1966 года. Москва. СССР) — российский дирижёр, виолончелист, педагог, музыкальный деятель, заслуженный артист РФ (2004). Главный дирижёр Президентского оркестра с 2004 по 2017 год.

## Биография
Родился 30 июля 1966 года в Москве в семье служащих.
В 1984 году окончил Московскую среднюю специальную музыкальную школу имени Гнесиных по специальности «виолончель» (класс профессора, заслуженного артиста России Л. Б. Евграфова).
В 1993 году окончил Саратовскую государственную консерваторию имени Л. В. Собинова по специальности «виолончель» (класс профессора, заслуженного артиста России Л. В. Иванова), а в 1998 году окончил стажировку по специальности «оперно-симфоническое дирижирование» в Московской государственной консерватории имени П. И. Чайковского (класс профессора, заслуженного артиста России Л. В. Николаева).
Работал в качестве оркестранта в различных оркестрах: Камерном оркестре Всесоюзного музыкального общества, оркестре «Российская камерата», Государственном оркестре кинематографии.
В 1991 году по приглашению хорватской стороны работал концертмейстером группы виолончелей в Национальном театре в городе Сплит, куда был направлен Всесоюзным музыкальным обществом под руководством народной артистки СССР Ирины Архиповой.
В Президентском оркестре Российской Федерации работал с 1993 по 2017 год: сначала в качестве оркестранта, а с 1998 года на дирижёрских должностях.
С октября 2004 года по июль 2017 года занимал должность главного дирижёра.
В феврале 2018 года в связи с сокращением в Президентском оркестре должности главного дирижёра уволен в запас в звании полковника после 25 лет военной службы.
Под руководством Орлова Президентский оркестр осуществлял музыкальное сопровождение всех протокольных мероприятий с участием Президента Российской Федерации.
В 2008 и 2012 годах Орлов А. Н. являлся музыкальным руководителем церемонии вступления в должность Президента Российской Федерации.
За годы работы на посту главного дирижёра Президентского оркестра Орлов подготовил и обеспечил музыкальное сопровождение более 600 протокольных мероприятий с участием президента России. Среди них:
— визиты в Россию глав государств и правительств Австрии, Анголы, Боливии, Бразилии, Беларуси, Брунея, Великобритании, Вьетнама, Венесуэлы, Греции, Германии, Дании, Египта, Индонезии, Италии, Индии, Испании, Китая, КНДР, Ливана, Ливии, Монголии, Мексики, Намибии, Нидерландов, Пакистана, Португалии, Сирии, США, Словении, Таиланда, Финляндии, Франции, Чехии, Южной Кореи, Японии, стран СНГ и многих других;
— торжественные приёмы, посвящённые государственным праздникам Российской Федерации — Дню Победы, Дню России, Дню народного единства;
— церемонии вручения государственных наград, Государственных премий России и Премий Президента России, а также верительных грамот;
— ежегодные торжественные приёмы Президента России для многодетных семей, для выпускников военных академий и другие;
— ежегодные послания Президента России Федеральному Собранию.
В1998-2007 годах Орлов является постоянным дирижёром спектаклей театров «Кремлёвский балет» и «Классический балет», где под его управлением звучали «Лебединое озеро», «Спящая красавица», «Щелкунчик» П.Чайковского, «Ромео и Джульетта», «Золушка», «Иван Грозный» С.Прокофьева, «Наполеон Бонапарт» Т.Хренникова, «Дон Кихот» Л.Минкуса, «Коппелия» Л.Делиба, «Жизель» А.Адама, «Эсмеральда» Ц.Пуни — Р.Дриго, «Сотворение мира» А.Петрова, «Спартак» А.Хачатуряна и другие. Дирижировал спектаклями в Большом театре России, музыкальном театре имени Станиславского и Немировича-Данченко, Новой опере, Государственном Кремлёвском дворце. В апреле 2007 года под управлением Орлова на о. Мальта прошли спектакли национальной премьеры балета П.Чайковского «Лебединое озеро» с участием ведущих солистов Большого театра. России Анны Антоничевой и Сергея Филина.
Работал с многими известными российскими деятелями культуры — Юрием Григоровичем, Екатериной Максимовой, Тихоном Хренниковым,Андреем Петровым, Любовью Казарновской, Зурабом Соткилавой, Владимиром Маториным, Владимиром Малаховым, Екатериной Семенчук, Светланой Захаровой, Николаем Цискаридзе, Иосифом Кобзоном, Ренатом Ибрагимовым, Александром Градским, Тамарой Гвердцители, Олегом Погудиным.
В активе дирижёра есть концертные выступления и записи с известными зарубежными исполнителями различных музыкальных жанров, — Кеном Хенсли, Дживаном Гаспаряном, и другими.
За более чем 20 лет своей дирижёрской деятельности Орлов сотрудничал со многими творческими коллективами как в России, так и за её пределами, — Академический Большой хор «Мастера хорового пения», Московская капелла мальчиков, хор Сретенского монастыря, камерный оркестр «Виртуозы Москвы», Государственные симфонические оркестры Украины и Беларуси, симфонический оркестр радио и телевидения Южной Кореи, Харбинский симфонический оркестр и другие.
С 2007 года по инициативе и под управлением А. Н. Орлова Президентский оркестр регулярно выступал в абонементных концертах Московской государственной филармонии, а с 2008 года — в абонементных концертах Международного московского Дома Музыки. За эти годы оркестр исполнял произведения самых различных жанров и эпох, — от Пёрселла до Бриттена, от Глинки до А.Петрова.
Под руководством Орлова Президентский оркестр активно участвовал в общественно значимых благотворительных мероприятиях для детей с ограниченными возможностями и ветеранов войны. Орлов был одним из инициаторов проведения ежегодных парамузыкальных фестивалей в Москве, Калуге, Махачкале, Чебоксарах, Костроме, Ярославле, а также организации концертов и фестивалей, посвященные Дню Победы, в Международном московском Доме Музыки и Большом зале Московской государственной консерватории. В 2013—2015 годах Орлов выступал в качестве главного дирижёра ежегодного детского фестиваля «Мелодика поколений» в Большом Кремлёвском дворце, в котором принимали участие как российские юные музыканты, так и дети из многих стран мира.
Выезжал на гастроли в США, Германию, Италию, Югославию, Чехословакию, Израиль, Грецию, Турцию, Египет, Молдавию, Ливан, КНДР, Беларусь, а также на Кипр, Мальту и Украину.
Является лауреатом Международного (Прага, 1981 год, I премия) и Всесоюзного (Москва, 1989 год, II премия) исполнительских конкурсов, а также премии Министерства просвещения Чехословакии (1981 год). В 2014 году награждён почётной грамотой Московской городской думы за заслуги перед городским сообществом.,
В декабре 2004 года Указом Президента Российской Федерации Орлову А. Н. присвоено почетное звание «Заслуженный артист Российской Федерации».
С 2008—2014 годах вёл преподавательскую деятельность в качестве доцента Российской академии музыки имени Гнесиных по классу оркестрового дирижирования.
В настоящее время является музыкальным руководителем «Всемирного парамузыкального фестиваля».

###### Семья
Проживает в Москве. Женат, двое сыновей.

## Награды
Является лауреатом Международного (Прага, 1981 год, I премия) и Всесоюзного (Москва, 1989 год, II премия) исполнительских конкурсов, а также премии Министерства просвещения Чехословакии (1981 год). В декабре 2004 года Указом Президента Российской Федерации В. В. Путина Орлову А. Н. присвоено почетное звание «Заслуженный артист Российской Федерации»
- Медаль «За отличие в военной службе» (ФСО) 1 степени 2003
- Нагрудный знак «Спецназ России» (Общественный фонд «Консул») 2005
- Памятный знак «100 лет генерал-майору Борису Александрову» (Минобороны) 2005
- Нагрудный знак «Спецназ России» (Общественный фонд «Консул») 2006
- Медаль 125 лет органам государственной охраны России (ФСО) 2006
- Памятная юбилейная медаль «70 лет Президентскому полку» (ФСО) 2006
- Медаль «10 лет Кадетскому образованию города Москвы» (Департамент образования Москвы) 2007
- Орден «Кирилл и Мефодий» 1 степени (Национальный фонд Возрождение Славянской культуры) 2008 год
- Медаль «За отличие в военной службе» 2 степени (ФСО)2008
- Медаль «За воинскую доблесть» (ФСО) 2011
- Медаль «За отличие при выполнении специальных заданий» (ФСО) 2012
- Медаль «За отличие в военной службе» 1 степени (ФСО)2013
- Почётная грамота Московской городской думы 2014[7]
- Орден «За заслуги перед Отечеством» (ФСО) 1 степени 2014
- Медаль «80 лет Президентскому полку» (ФСО) 2016

## Воинские звания
Полковник запаса